# Dan Spitz
Daniel Alan Spitz (28 gennaio 1963) è un chitarrista statunitense famoso per aver suonato nella thrash metal band Anthrax.
Recentemente ha formato una nuova band con la collaborazione esterna e la produzione di Dave Mustaine, i Red Lamb.

## Discografia

### Album con gli Anthrax
- 1984 - Fistful of Metal
- 1985 - Spreading the Disease
- 1987 - Among the Living
- 1988 - State of Euphoria
- 1990 - Persistence of Time
- 1993 - Sound of White Noise

### EP
- 1985 - Armed and Dangerous
- 1987 - I'm the Man
- 1989 - Penikufesin
- 1991 - Free B's

### Compilation
- 1991 - Attack of The Killer B's
- 1998 - Moshers: 1986-1991
- 1999 - Return of The Killer A's
- 2001 - Madhouse - The Very Best of Anthrax
- 2002 - The Collection
- 2002 - Universal Masters Collection
- 2005 - Anthrology: No Hit Wonders (1985-1991)

### Live
- 1994 - The Island Years
- 2005 - Alive 2

### VHS/DVD
- 1986 - US Speed Metal Attack
- 1987 - Oidivnikufesin
- 1990 - Through Time (P.O.V.)
- 1991 - Live Noize
- 1994 - White Noise: The Videos
- 1999 - Attack Of The Killer A's
- 2004 - Rock Legends
- 2005 - Anthrax Anthralogy: The DVD
- 2005 - Alive 2

## Singoli
| Anno | Titolo                                 | Classifica | Classifica | Classifica | Classifica | Album                    |
| Anno | Titolo                                 | US         | US Alt.    | US Main.   | UK         | Album                    |
| 1987 | "I'm The Man"                          | -          | -          | -          | -          | I'm The Man              |
| 1987 | "I Am The Law"                         | -          | -          | -          | -          | Among The Living         |
| 1987 | "Indians"                              | -          | -          | -          | -          | Among the Living         |
| 1988 | "Make Me Laugh"                        | -          | -          | -          | -          | State Of Euphoria        |
| 1989 | "Anti-Social"                          | -          | -          | -          | -          | State Of Euphoria        |
| 1990 | "Got The Time"                         | -          | -          | -          | -          | Persistence of Time      |
| 1990 | "In My World"                          | -          | -          | -          | -          | Persistence of Time      |
| 1991 | "Bring The Noise" (con i Public Enemy) | -          | -          | -          | -          | Attack Of The Killer B's |
| 1993 | "Black Lodge"                          | -          | -          | 38         | -          | Sound Of White Noise     |
| 1993 | "Hy Pro Glo"                           | -          | -          | -          | -          | Sound Of White Noise     |
| 1993 | "Only"                                 | -          | -          | 26         | -          | Sound Of White Noise     |
| 1993 | "Room for One More"                    | -          | -          | -          | -          | Sound Of White Noise     |